# Monoxia apicalis
Monoxia apicalis är en skalbaggsart som beskrevs av Blake 1939. Monoxia apicalis ingår i släktet Monoxia och familjen bladbaggar. Inga underarter finns listade i Catalogue of Life.